# 소라필라속
소라필라속(Sorapilla)은 털깃털이끼목에 속하는 이끼 속의 하나이다. 소라필라과(Sorapillaceae)의 유일속으로 2종으로 이루어져 있다.

## 하위 종
- S. papuana Brotherus & Geheeb, 1900
- S. sprucei Mitten, 1869